# Petersenaspis
Petersenaspis is een geslacht van borstelwormen uit de familie van de Sternaspidae. De wetenschappelijke naam van het geslacht werd voor het eerst geldig gepubliceerd in 2013 door Kelly Sendall en Sergio Salazar-Vallejo.

## Soorten
- Petersenaspis apinyae Plathong, Plathong & Salazar-Vallejo, 2021
- Petersenaspis capillata (Nonato, 1966)
- Petersenaspis deani Salazar-Vallejo, 2017
- Petersenaspis harrisae Salazar-Vallejo, 2017
- Petersenaspis narisarae Plathong, Plathong & Salazar-Vallejo, 2021
- Petersenaspis pakbaraensis Plathong, Plathong & Salazar-Vallejo, 2021
- Petersenaspis palpallatoci Sendall & Salazar-Vallejo, 2013
- Petersenaspis salazari Wu & Xu, 2017